# Bikkel (mascotte)
Bikkel is de clubmascotte van de Nederlandse voetbalclub N.E.C. uit Nijmegen. Als mascotte en boegbeeld van de kidsclub, de N.E.C. Juniors, wordt hij ingezet bij activiteiten van de kidsclub in de regio Nijmegen en is hij bij thuiswedstrijden van N.E.C.
De naam Bikkel is bedacht bij een prijsvraag van N.E.C. Op de Open Dag 2007 werd de naam gekozen na een inzending een Nijmeegs gezin. De gedachtegang achter de naam was: "Bikkel is groot, sterk, stoer en gaat altijd voorop in de strijd, maar is ook o zo aaibaar en lief voor alle jeugdige N.E.C.-fans die de club rijk is". De mascotte is een legionair, met schild en zwaard, die ook verwijst naar het Romeinse verleden van de stad Nijmegen. Ook assistent-trainer en clubman Ron de Groot had in zijn actieve loopbaan de bijnaam Bikkel.